# 230 Est 3401 à 3500
Les Ten wheel série 11 numéros 3401 à 3500 sont des locomotives à vapeur construites par la Compagnie des chemins de fer de l'Est en ses ateliers situés à Épernay. Cette série, de disposition d'essieux 230, comprenait cent exemplaires, construits de 1897 à 1902.
En 1938 les 100 machines devinrent les 1-230 A 401 à 500 à la SNCF.

## Description
Ces machines disposaient d'un moteur compound à quatre cylindres de type « Du Bousquet-De Glehn ». Le foyer était de type « Belpaire » et l'échappement à valves. La distribution était du type « Walschaerts ». Le bogie était à longerons extérieurs et avait un déplacement latéral de + ou - 50 mm et était non freiné. Un appareil de démarrage permettait d'isoler les cylindres basse pression (BP) et de mettre les cylindres haute pression (HP) à l'échappement comme dans le cas d'un moteur à simple expansion.

## Utilisation et Service
Ce furent les premières machines compound de la Compagnie des chemins de fer de l'Est avec des études menées avant les 220 Est 2401 à 2432 (futures : 1-220 A 401 à 432 ). Pour le personnel de conduite la différence fut de taille car la conduite en mode compound est bien différente du mode simple expansion. Mais si pour le personnel ce fut une nouveauté ce le fut aussi pour la Compagnie car ces machines furent construites sans passer par des prototypes! Bien que dénommées machines mixtes elles firent tous les trains lourds car elles étaient à l'époque les machines les plus puissantes du réseau.
Cette série de locomotive fut construite en cinq lots :
- 3401 à 3415 de 1897 à 1898
- 3416 à 3430 en 1899
- 3431 à 3460 de 1900 à 1901
- 3461 à 3470 en 1901
- 3471 à 3500 de 1901 à 1902

Vers 1901, après avoir constaté des pertes inexpliquées de puissance et de chaleur à haute vitesse et une insuffisance de l’action de l’échappement sur la combustion par rapport aux locomotives à simple expansion, la Compagnie des chemins de fer de l’Est décida d’expérimenter sur de nouvelles machines de nouveaux types de tiroirs de distribution qui étaient cylindriques au lieu des tiroirs plans des 230 3401 à 3500.
Des essais comparés entre ces prototypes et des machines de la série 3461 à 3470 montrèrent de meilleures performances et une consommation réduite. Les problèmes de puissance et refroidissements de la vapeur furent attribués :
- à la forme des tiroirs plans qui compressaient inutilement la vapeur, ce qui gênait son parcours vers l’échappement
- à l’insuffisance des sections de passage de la vapeur
- à des échanges de chaleur indésirables entre les tuyauteries de plusieurs systèmes (haute pression, basse pression, échappement...)

Conséquence, les locomotives de la série suivante : les 230 Est 3501 à 3890 (futures : 1-230 B 501 à 890) seront dotées de tiroirs cylindriques et de plusieurs améliorations des sections de passage de la vapeur.
Entre 1932 et 1937 un total de 63 locomotives seront transformées en tirant parti des enseignements fournis par les 230 3501 à 3890, conservant cependant leur bogie avant à châssis extérieur. Les machines transformées gardèrent leur numéro mais furent classées série 11 S bis et la SNCF ne fit pas de distinction.
Les plus importantes phases des transformations consistèrent à :
- Mise en place de 18 ou 21 éléments de surchauffeur suivant que ce surchauffeur fut un Schmidt, Mestre, DM 3 ou DM 4
- Remplacement des tiroirs plans des cylindres HP par des tiroirs cylindriques sur les 63 machines plus les 3425 et 3461 :
  - soit par modification des cylindres avec des distributeurs rapportés pour 25 machines
  - soit par remplacement des groupes complets avec comme conséquence un rehaussement du tablier à cet endroit
- Remplacement de l'échappement d'origine par un trèfle à 3 jets
- Remplacement du compresseur de type simple phase par un de type « Fives-Lille » à double phase

De plus il fut procédé sur 2 machines à deux essais avec la 3488 qui reçut un échappement de type « Bourges » (trèfle à 6 jets à large section) et la 3454 qui reçut une cheminée recourbée vers l'arrière! (mais pour très peu de temps l'essai étant jugé négatif !).
Les machines ne bénéficiant pas de ces transformations furent réformées pour 1942.
Si les machines modernisées assurèrent un service honnête le fait qu'elles ne pouvaient faire de la grande vitesse les condamna très rapidement avec une disparition de la région vers 1955.

## Tenders
Les tenders qui leur étaient accouplés furent de plusieurs types et étaient les mêmes que pour les 021 Est 441 à 485 (futures : 1-021 A entre 446 et 478 ), les 030 Est 3001 à 3014 (futures : 1-030 B entre 1 et 14 ) ou les 130 Est 30254 à 30766 (futures : 1-130 B entre 254 et 489 et entre 701 et 766 ):
- des tenders à 2 essieux contenant 7 m3 d'eau et 5 t de charbon immatriculés 826 à 958 puis 1-7 A 826 à 958
- des tenders toujours à 2 essieux mais contenant 10 m3 d'eau et 5 t de charbon immatriculés 371 à 427 puis 1-10 A 371 à 427
- des tenders toujours à 2 essieux et contenant 13 m3 d'eau et 5 t de charbon immatriculés 2001 à 2065 puis 1-13 A 1 à 65 avec un châssis analogue aux 10 A 371 à 427
- des tenders toujours à 2 essieux avec la même contenance que les 1-13 A 1 à 65 mais avec un empattement plus long immatriculés 2066 à 2105 puis 1-13 B 66 à 105
- des tenders toujours à 2 essieux avec la même contenance que les 1-13 A 1 à 65 et le même châssis que les 1-13 B 66 à 105 mais différents sur quelques détails immatriculés 2106 à 2232 puis 1-13 C 106 à 232
- et enfin des tenders toujours à 2 essieux mais contenant 13 m3 d'eau et 7 t de charbon immatriculés 4002 à 4090 puis 1-13 C 2 à 90

## Caractéristiques
- Pression de la chaudière : 16 kg/cm2
- Surface de grille : 2,53 m2
- Surface de chauffe : 205 m2 (origine) ou de 140 m2 à 150 m2 (transformé)
- Surface de surchauffe : de 28,9 m2 à 38,48 m2 selon le type
- Diamètre et course des cylindres HP : 350 mm (origine) ou 370 mm (transformé) * 640 mm
- Diamètre et course des cylindres BP : 550 mm × 640 mm
- Diamètre des roues du bogie : 920 mm
- Diamètre des roues motrices : 1 750 mm
- Masse à vide : de 60 t à 61 t
- Masse en ordre de marche : de 67 t à 68 t
- Masse adhérente : 46 t à 48 t
- Longueur hors tout : 10,7 m
- Masse du tender en ordre de marche : sera mis plus tard
- Masse totale : sera mis plus tard
- Longueur totale : ?
- Vitesse maxi en service : 90 km/h